# Kocmyrzów-Luborzyca (gmina)
Kocmyrzów-Luborzyca est une gmina rurale du powiat de Cracovie, Petite-Pologne, dans le sud de la Pologne. Son siège est le village de Luborzyca, qui se situe environ 16 km au nord-est de la capitale régionale Cracovie.
La gmina couvre une superficie de 82,53 km2 pour une population de 13 199 habitants.

## Géographie
La gmina inclut les villages de Baranówka, Czulice, Dojazdów, Głęboka, Goszcza, Goszyce, Kocmyrzów, Krzysztoforzyce, Łososkowice, Luborzyca, Łuczyce, Maciejowice, Marszowice, Pietrzejowice, Prusy, Rawałowice, Sadowie, Skrzeszowice, Sulechów, Wiktorowice, Wilków, Wola Luborzycka, Wysiółek Luborzycki et Zastów.
La gmina borde la ville de Cracovie et les gminy de Igołomia-Wawrzeńczyce, Iwanowice, Koniusza, Michałowice et Słomniki.